# Bernhard Heymann

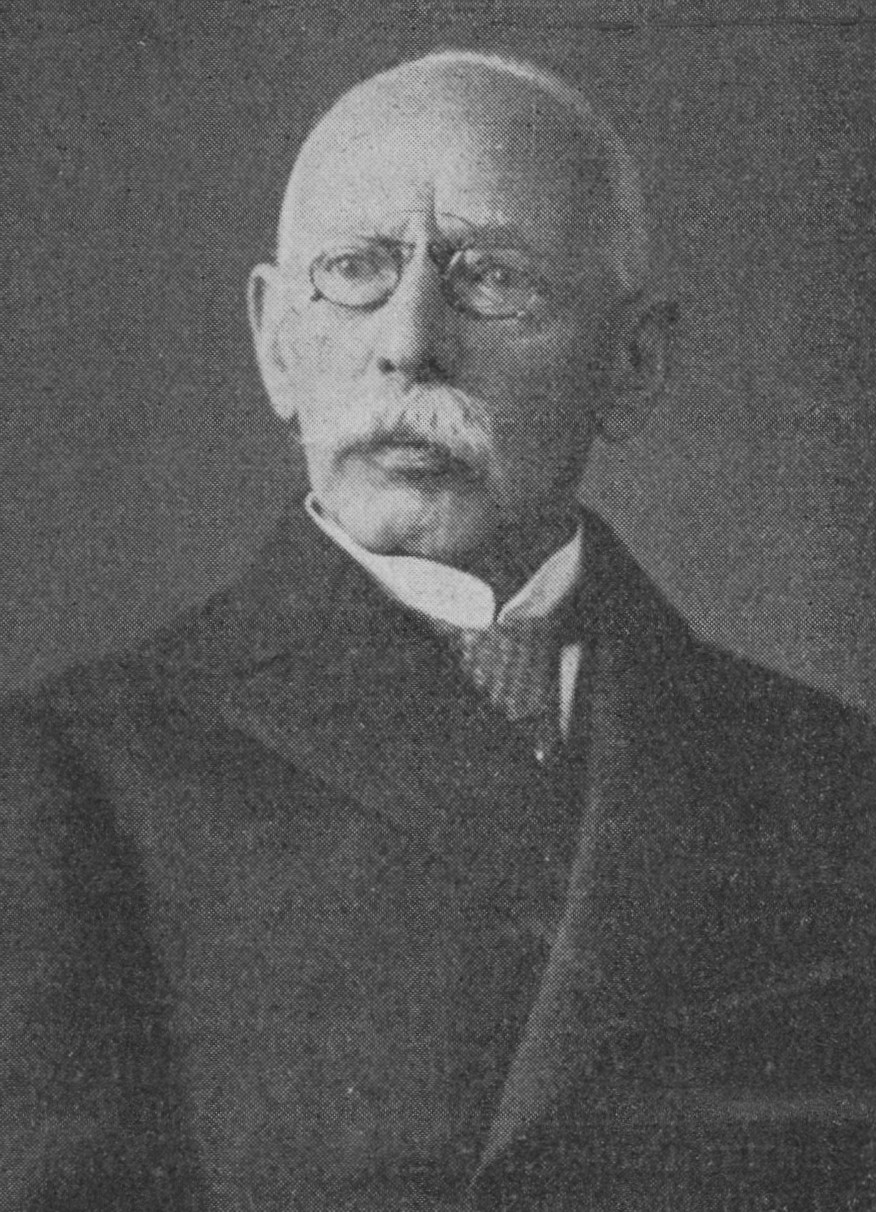
Bernhard Heymann, um 1929

Bernhard Heymann (* 23. April 1861 in Kamen; † 10. Mai 1933 in Leverkusen) war ein deutscher Chemiker. 

## Leben
Heymann war der Sohn eines Kaufmanns, absolvierte eine Kaufmannslehre und studierte, nachdem er das Abitur nachholte, in München Chemie. Er wurde bei Wilhelm Koenigs promoviert und trat 1889 in das wissenschaftliche Labor der Farbenwerke vormals Friedrich Bayer in Elberfeld ein. 1895 bis 1929 war er Leiter des Labors. Ab 1913 war das Labor in Leverkusen. 1900 erhielt er Prokura. Er war ab 1912 stellvertretendes und ab 1921 Vorstandsmitglied der Bayer-Werke und 1926 bis 1929 Vorstandsmitglied IG Farben, als die Bayer-Werke in diesen aufgingen.
Er forschte selbst über Farbstoffe (Thiazine, Oxazine, Indigo) und leitete die Ausweitung der Forschung bei Bayer auf Pflanzenschutz, Kautschuk-Zusatzstoffe, Katalyse, Textil-Hilfsmittel und ab 1913 auf Chemotherapie. Statt wie Paul Ehrlich von Farbstoffen bei Chemotherapeutika anzugehen, die Gewebe färben, ging er von Zwischenprodukten aus. Mit Oskar Dressel und Richard Kothe entwickelte er das Mittel gegen Schlafkrankheit Suramin (Germanin) in Zusammenarbeit mit dem Mediziner Wilhelm Roehl. 
Im Jahr 1926 wurde er zum Mitglied der Leopoldina gewählt. 1933 erhielt er mit Dressel und Kothe für die Suramin-Entwicklung die Adolf-von-Baeyer-Denkmünze. 
1923 wurde er Ehrendoktor in Medizin in Bonn und 1928 Ehrendoktor als Ingenieur in Dresden.
Eine Straße in Leverkusen ist nach ihm benannt.
Er heiratete 1901 in Hamm Johanna Ransohoff, mit der er 2 Söhne und eine Tochter hatte. Sein Sohn Hans Heymann (* 1915) war Professor für Organische Chemie.